# Говоров, Фёдор Иванович
Фёдор Иванович Говоров (24 июня 1919, Большая Мамайка, Херсонская губерния — 23 октября 1943, Лоевский район, Гомельская область) — старший лейтенант Рабоче-крестьянской Красной армии, участник Великой Отечественной войны, Герой Советского Союза (1944).

## Биография
Родился 24 июня 1919 года в селе Большая Мамайка (ныне — Кропивницкий район Кировоградской области Украины) в крестьянской семье. В 1935 году окончил восемь классов школы, затем школу фабрично-заводского ученичества, после чего работал токарем на заводе «Красная Звезда» в Кировограде.
В 1939 году был призван на службу в Рабоче-крестьянскую Красную Армию. В 1942 году окончил ускоренный курс Ростовского военного артиллерийского училища. С апреля того же года — на фронтах Великой Отечественной войны. Участвовал в боях на Центральном и Белорусском фронтах. К октябрю 1943 года гвардии старший лейтенант Фёдор Говоров командовал огневым взводом 276-го гвардейского лёгкого артиллерийского полка 23-й гвардейской лёгкой артиллерийской бригады 5-й артиллерийской дивизии 4-го артиллерийского корпуса прорыва 61-й армии. Отличился во время битвы за Днепр.
23 октября 1943 года взвод под командованием Фёдора Говорова принял на себя основной удар немецкой контратаки в районе деревни Красный Рог Лоевского района Гомельской области Белорусской ССР и уничтожил большое количество солдат и офицеров противника. Когда противник близко подошёл к позициям, бросившись с гранатой вперёд, увлёк за собой бойцов расчётов орудий и пехотинцев, что позволило отразить контратаку. В том бою он погиб. Похоронен в братской могиле в парке на Валу в Чернигове.
Указом Президиума Верховного Совета СССР «О присвоении звания Героя Советского Союза офицерскому и сержантскому составу артиллерии Красной Армии» от 9 февраля 1944 года за «образцовое выполнение боевых заданий командования на фронте борьбы с немецкими захватчиками и проявленные при этом отвагу и геройство» был удостоен посмертно высокого звания Героя Советского Союза.
Был также награждён орденами Ленина и Красной Звезды, и медалью.